# Tylocephale gilmorei
Tylocephale gilmorei és una espècie de dinosaure paquicefalosaure que va viure al Cretaci superior. Era un herbívor. S'estima que mesurava uns 1,4 metres de longitud. El crani presentava les típiques prominències òssies dels paquicefalosàurids.
Fou descobert a la regió Khulsan de Mongòlia. L'holotip és Tylocephale gilmorei, descrit per Maryanska i Osmolska, el 1974.